# Ilocomba marta
Ilocomba marta is een spinnensoort in de taxonomische indeling van de buisspinnen (Anyphaenidae).
Het dier behoort tot het geslacht Ilocomba. De wetenschappelijke naam van de soort werd voor het eerst geldig gepubliceerd in 1997 door Antonio D. Brescovit.